# ان‌جی‌سی ۶۶۰۴
ان‌جی‌سی ۶۶۰۴ (انگلیسی: NGC 6604) یک خوشه باز جوان از ستارگان در صورت فلکی استوایی مار است که توسط ویلیام هرشل در ۱۵ ژوئیه ۱۷۸۴ کشف شد.